# Канда, Масатанэ
Масатанэ Канда (яп. 神田正種; 24 апреля 1890, Айти — 15 января 1983) — генерал-лейтенант императорской армии Японии.

## Биография
Масатанэ Канда родился 24 апреля 1890 года в префектуре Айти, Япония. В 1911 году окончил Рикугун сикан гакко и был распределён в Квантунскую армию. В 1934 году он окончил Рикугун дайгакко и в 1934—1936 годах работал военным атташе в Турции. По возвращении в Японию в течение года проработал инструктором в Армейском военном колледже, а затем стал заведующим 4-й секцией 2-го бюро Генерального штаба Императорской армии Японии, где, несмотря на хорошее владение русским языком, ему приходилось анализировать разведывательную информацию, поступающую из Европы и Северной Америки.
В 1937 году после начала японо-китайской войны Масатанэ Канда на короткое время стал командиром 45-го пехотного полка, но вскоре вернулся в Генеральный штаб, возглавив 1-ю секцию (а позднее — 1-е бюро) Главного управления боевой подготовки.
В 1941 году Масатанэ Конда был произведён в генерал-лейтенанты и назначен командующим 6-й дивизией, дислоцировавшейся в Китае. Под его командованием дивизия участвовала в третьей битве за Чанша.
В 1943 году дивизия была переброшена на Соломоновы острова. В начале Бугенвильской кампании Масатанэ Канда был вторым по старшинству в 17-й армии после Харукити Хякутакэ, и когда в 1945 году генерал-лейтенант Хякутакэ перенёс инсульт, то Канда (к тому времени тоже ставший генерал-лейтенантом) сменил его на посту командующего. 8 сентября 1945 года Масатанэ Канда капитулировал перед Союзниками вместе со своими войсками на острове Бугенвиль.
После войны Канда был обвинён в совершении военных преступлений, приговорён к 14 годам заключения и начал отбывать свой срок в 1948 году. Проведя четыре года в тюрьме, в 1952 году он вышел на свободу.
Масатанэ Канда умер 15 января 1983 года.